# Északi Liga
Az Északi Liga (olaszul: Lega Nord) olaszországi jobboldali, föderalista, populista, globalizációellenes, konzervatív politikai párt. Gyakran euroszkeptikus álláspontokat képvisel.
A párt hat észak-olasz autonómiára törekvő mozgalmából áll: Lega Lombarda (Lombárd Liga), Liga Veneta (Venetói Liga), Piemont Autonomista (Piemonti Autonomista), Union Ligure (Ligúriai Unió), Lega Emiliano-Romagnola (Emilián-romanyol Liga) e Alleanza Toscana (Toszkán Szövetség).
A párt hivatalos sajtója az Il Carrocio, amely Észak-Olaszország tartományaiban, Szardínián és egyes közép-olasz tartományokban aktívan van jelen.
A párt gyökerei 1982-ig nyúlnak vissza, mikor Umberto Bossi kapcsolatba kerül Bruno Salvadori Union Valdotain pártjával, a Lega Autonomista Lombardával. A párt jelszavai: szabadság, autonómia, föderalizmus.
A Liga által kidolgozott föderalista elv lényege, hogy az olasz államot át kell szervezni, nagyobb területi önrendelkezést adva az egyes területeknek. Lombardiának speciális alkotmányt követeltek.

## Története

### A Liga megszületése
Az 1983-as választásokon a Veneto tartomány regionális pártja a Liga Veneta egy parlamenti képviselőt Achille Tramarin és egy szenátort Graziano Girardit választ meg.
Az 1989-es európai parlamenti választásokon két regionalista párt több kisebb párttal együtt közös listán indul Lega Lombarda-Alleanza Nord („Lombárd Liga-Északi Szövetség”) néven. A választáson 1,8%-ot érnek el.
1989. december 4-én, Bergamóban hivatalosan is megszületik a Lega Nord, hat észak-olasz tartomány regionális pártjának az egyesüléséből.
Ezt követően megalakulnak a párt képviseletei Bolzano és Trento autonóm megyékben, Friuli-Venezia Giulia, Valle d'Aosta, Umbria és Marche tartományokban. A pártot innentől kezdve a többi olasz párt komoly ellenfélnek tekintette.

### Az első választási sikerek (1990-1994)
1990. március 3-án a Bergamo megyei Pontidában megtartja gyűlését az Olasz Szocialista Párt, ahol a párt elnöke Bettino Craxi javaslatot tett az alkotmánymódosítóra. Ennek célja, hogy az államforma szövetségi és elnöki alapon újjászerveződjön. A Lega tiltakozott ezellen és március 25-én tüntetés szervezetek Pontidaba.
Az 1990.májusi helyhatósági választáson a párt áttörést ért el Lombardiában: A párt 18,9%-os eredménnyel a 2. helyen végezve megelőzi az Olasz Kommunista Pártot (18,8%) és az Olasz Kereszténydemokrata Párt (28,6%) mögé kerül.
Az országos áttörés az 1992-es parlamenti választásokon jön el a pártnak. A parlamentbe 8,6%-os és a szenátusba 8,2%-os eredménnyel kerül be, 80 mandátumot szereztek, ebből 25 szenátori és 55 parlamenti helyet. Az 1993-as helyhatósági választásokon Milánónak Marco Formentini a párt jelöltjét választják meg polgármesternek, akinek egyik önkormányzati tanácsadója Matteo Salvini lesz a párt későbbi elnöke.

### Az Északi Liga először kormányon
Az 1994-es parlamenti választásokon a Silvio Berlusconi vezette jobboldali-liberális koalíció tagjaként győznek. Az új kormányban a ligás Roberto Maroni lesz a másik miniszterelnök-helyettes, emellett – hasonlóan a Nemzeti Szövetséghez – 4 miniszteri tárcát kap az Északi Liga: ipari és kereskedelmi, EU-s ügyek koordinációjáért felelős, intézményes reformokért felelős és a költségvetési-gazdasági tárcát a párt kapja meg. A szavazatok 8,4%-át érik el és az alsóházi és szenátusi helyekkel együtt 180 mandátumot kapnak.
A párt jelöltje Irene Pivetti lesz az Alsóház elnöke 1994 és 1996 között.
A koalíció az év végére válságba került, hiszen a párt megvonta támogatását a koalíciótól: 1994. november 6-án a párt benyújtott egy alkotmány-tervezetet, amely Olaszországot 9 makrórégióra osztaná fel, ez hasonlítana a Risorgimento előtti állapotra. A válság pár nappal később robbant ki a nyugdíjreform miatt: Berlusconi szerint nem lehet kormányozni olyan koalíciós partnerrel, mint Umberto Bossi az Északi Liga vezetője, emiatt újra ki kell írni választásokat.
1994. december 21. és 22. között a televízió élő adásában konfliktusba keveredett Berlusconi és Bossi az alsóházi ülésen. Berlusconi szerint Umberto Bossi elárulta az ez évi választások után kötött kormánykoalíciót és kérte, hogy írjanak ki újra választásokat. Bossi ezzel szemben megvádolta Silvio Berlusconit, hogy a párt föderalista elképzeléseit teljesen figyelmen kívül hagyta. Berlusconi ezt követően bejelentette lemondását és híveit az utcára szólította, hogy az „árulás” ellen tüntessenek.

### Az elszakadási terv
A párt ezt követően a Lamberto Dini vezette szakértői kormány tagja lett. Az 1996-os parlamenti választásokon külön indultak, 10,4%-ot értek el és 87 mandátumot szereztek. Ezzel a Berlusconi vezette Pólus jobbközép koalíciót büntették és a Romano Prodi vezette Olajfa baloldali koalíciónak kedveztek. A választásokon a párt Venetóban 29% és Lombardiában 25%-ot ért el.
1996. szeptember 15-én a párt radikalizálódott: A párt már régóta célnak tekintette az észak-olasz tartományok elszakadását Olaszországtól. Ezen a napon a Pó folyó mentén élőláncot alkotott, míg Umberto Bossi Velencében a Riva degli Schiavoni rakparton leeresztette az olasz zászlót és felemelték a független Padánia zászlaját, ezután Umberto Bossi egyoldalúan kikiáltotta a Független Padaniai köztársaságot.
A függetlenség kikiáltás közben a parlamentben – jobbközép többséggel – jóváhagyták az Alkotmány 2. fejezetének 5. cikkelyének módosítását: ez alapjaiban megváltoztatta az olasz regionalizmust. A módosítás a szubszidiaritás elvén alapult: a törvényalkotási jogkör az állam és a régiók közötti munkamegosztáson alapult.

### Második és Harmadik Berlusconi-kormány tagjaként (2001–2006)
2001-ben ismét a Berlusconi vezette jobbközép koalíció tagjai lesznek és kormányra kerülnek. A második kormányban az alábbi miniszteri tárcákat kapta a párt: intézményes reformokért felelős, igazságügyi, munka és szociális ügyi tárcákat kaptak emellett a Szenátus alelnöke lett a párt jelöltje: Roberto Calderoli.
Kormányra lépésüket meghatározta, hogy a párt alkotmányos reformot akart végrehajtani, ami az autonóm régiók szerepéről szól. Umberto Bossi 2004. március 11-én reggel szélütést kapott, és Svájcban volt rehabilitációs kezelésen, ennek ellenére a párt listavezetője volt a 2004-es európai parlamenti választásokon. Szeptember 19-én tért vissza Gemonióban levő házába és 2005. március 6-án jelent meg újra a nyilvánosság előtt.

### Negyedik Berlusconi-kormány (2008–2011)
2 évnyi ellenzékiség után a párt 2008-ban ismét kormányra kerül Silvio Berlusconival kötött koalícióval. A választásokon a párt a saját nevét és szimbólumát használta az észak-olasz tartományokban. A 4. Berlusconi-kormányban 4 miniszteri és 4 államtitkári pozíciót kapott a párt.

### 2009-es európai parlamenti választások
A 2009-es európai parlamenti választásokon az Északi Liga 10,21%-ot ért el, a párt történetéből először a Toszkánában a párt jelöltje nyer, a párt legjobb eredményét Venetóban éri el 28,38%-kal, Lombardiában 22,7%-ot érnek el.
A választások után a brit UKIP párttal megalapítják az Európa a Szabadságért és Demokráciáért nevű európai pártcsaládot.

### 2010-es helyhatósági választások
A helyhatósági választásokon Piemonte és Veneto tartományban első helyet érik el, ahol a kormányzókat is a párt adja, Veneto esetében 35,2%-ot érnek el, ami a 2005-ös eredmény dupláját jelentette.

### Berlusconi kormány bukása és az ellenzékiség
A jobboldali többségnek nagy érvágás volt, hogy a koalícióból kivált a Gianfranco Fini vezette Jövő és Szabadság nevű pártja. Az ez évi helyhatósági választásokon is rosszul szerepeltek: a ligások a városokban közös listán indultak a Popolo della Libertá párttal, de a községekben külön indultak, de az eredményein így is rontott a Liga.
2011 novemberében lemondott Silvio Berlusconi kormányfő és ezt követően Mario Monti vezetésével szakértői kormány alakult.
Egyedül ez a párt nem szavazott bizalmat Monti kormányfői kinevezése mellett, így a párt ellenzékbe vonult

### Umberto Bossi korrupciós ügye és lemondása
2012. április 5-én lemondott Umberto Bossi a párt főtitkári posztjáról, miután egy ügyészségi nyomozás megállapította, hogy a párt pénzeket Umberto Bossi családja egyéni célokra használta fel, lemondott a párt pénztárnoka Francesco Belsito, akiről kiderült, hogy párt pénzeket drágakövekbe fektetett be. A pártot innentől hárman vezették tovább: Roberto Maroni, Roberto Calderoli és Manuela Dal Lago.
2012 májusában a milánói ügyészség vizsgálatot indított Umberto Bossi ellen pénzmosás, állam megkárosítása miatt a fiait Renzo és Riccardo Bossit, Piergiorgio Stiffioni szenátor ellen is vizsgálat indult.

### 2013-as pártelnök választás
2013. december 7-én tartották a pártelnök választást, a két jelölt Matteo Salvini és Umberto Bossi voltak. A választást Matteo Salvini nyerte meg 82%-kal.

## Ideológiájuk

Az Északi Liga támogatottsága a 2018. évi választásokkor

Eleinte a párt gyűjtőpártként funkcionált. Fontosnak tartották Észak-Olaszország függetlenedését, társadalmi kérdésekben liberálisabb álláspontot és Európa-pártibb nézeteik voltak. Az 1992-es választásokon a párt szavazóinak 25%-a korábban kereszténydemokrata, 18%-a kommunista, 12%-a szocialista és 6%-a Olasz Szociális Mozgalom szavazója volt.
A párt első programjában a "föderalista libertarianizmus" mellett tett hitet. Eredetileg szociálliberális, libertariánus szellemiségűek voltak, amit később szociálkonzervatív ideológiára cseréltek le. Vallási kérdésekben a párt antiklérikus volt, később jobb viszonyba kerültek az egyházzal. A külpolitikájukban az eredetileg európapárti szellemiségűket euroszkeptikusra cserélték le.
Az Északi Liga politikai kultúrájának a része volt a Padaniai nacionalizmus és a kelta örökség iránti büszkeség. Nehezteltek Dél-Olaszországra és a Rómában székelő állami hivatalok bürokráciájára. Nem bíztak a köztársaság eszményében és elutasították az olasz zászlót. Támogatták a szabadpiacot, ellenezték az etatizmust, a globalizációt. A pártnak a Lombard Liga a legfőbb történelmi referencia.
A pártot a jobboldali populista szellemiséghez sorolják emellett liberális gazdaságpolitikát folytatnak. Ellenzik a bevándorlást és a multikulturalizmust. Kritikusak az olasz állam intézményrendszerével és bürokráciájával (a Tangentopoli-ügyek idejéből ered a Roma ladrona (tolvaj Róma) szlogenjük).
Jellemző az euroszkepticizmus, ellenzik, hogy mindenben az Európai Unió döntsön, szemben a nemzetállami érdekekkel, a párt a nemzetek és régiók Európájában hisz. 2005-ben a párt az Európai Alkotmány ellen szavazott. Az euróval kapcsolatban Umberto Bossi, a párt elnöke 1996-ban úgy nyilatkozott hogy „Európa csalást követ el, a közös valuta politikai döntés”, ennek ellenére a párt 1992-ben a konvergenciakritériumok mellett szavazott és ugyanúgy a Lisszaboni szerződés mellett szavazott, amit csak a Kommunista Újjászerveződés Párt ellenzett.
2014-től Matteo Salvini főtitkári kinevezését követően a párt a jobboldalon helyezkedik el, összefognak az Olaszország Fivérei (a Nemzeti Szövetség utódjai) és a CasaPound nevű párttal, európai szinten pedig Marine Le Pennel, a francia Nemzeti Gyűlés elnökével kötött szövetséget. Salvini időközben érdekellentét miatt megszakította a kapcsolatot a CasaPound nevű neofasiszta párttal, azért, hogy egy jobbközép koalíciót tudjon létrehozni a 2013-ban újjáalapított Forza Italiaval.

## A párt szavazótábora
Egy 2012-es felmérés szerint a Liga szavazói:
- Inkább férfiak;
- 36-45 év közöttiek;
- Általános vagy középiskolai végzettséggel rendelkeznek;
- Észak-olasz tartományokban, a 15 ezer főnél kisebb községekben élnek.[19]

## Választási eredmények

### Parlamenti választások
| Választások | Szavazatok | %     | Képviselőházi mandátumok | Szenátusi mandátumok | Kormányzat      | Listavezető    |
| ----------- | ---------- | ----- | ------------------------ | -------------------- | --------------- | -------------- |
| 1992        | 3 395 384  | 8.6   | 107 / 630                | 25 / 315             | Ellenzék        | Umberto Bossi  |
| 1994        | 3 235 248  | 8.4   | 117 / 630                | 60 / 315             | Kormánykoalíció | Umberto Bossi  |
| 1996        | 3,776,354  | 10.8  | 59 / 630                 | 27 / 315             | Ellenzék        | Umberto Bossi  |
| 2001        | 1,464,301  | 3.9   | 30 / 630                 | 17 / 315             | Kormánykoalíció | Umberto Bossi  |
| 2006        | 1,749,632  | 4.6   | 28 / 630                 | 13 / 315             | Ellenzék        | Umberto Bossi  |
| 2008        | 3,024,758  | 8.3   | 60 / 630                 | 26 / 315             | Kormánykoalíció | Umberto Bossi  |
| 2013        | 1,390,156  | 4.1   | 20 / 630                 | 18 / 315             | Ellenzék        | Roberto Maroni |
| 2018        | 5,691,921  | 17.37 | 126 / 630                | 57 / 315             | Kormánykoalíció | Matteo Salvini |
| 2022        | 2,439,200  | 8.8   | 66 / 400                 | 30 / 200             |                 | Matteo Salvini |

### Regionális Tanácsok
| Régió neve            | Választás éve | Szavazatok száma        | %     | Elnyert tanácsosi mandátumok | +/− |
| --------------------- | ------------- | ----------------------- | ----- | ---------------------------- | --- |
| Valle d’Aosta         | 2020          | 15,837                  | 23.9  | 11 / 35                      | 4   |
| Piemont               | 2019          | 712,703                 | 37.1  | 23 / 51                      | 21  |
| Lombardia             | 2018          | 1,553,798               | 29.4  | 29 / 80                      | 14  |
| Dél-Tirol             | 2018          | 31,510                  | 11.1  | 4 / 35                       | 4   |
| Trentino              | 2018          | 69,116                  | 27.1  | 14 / 35                      | 13  |
| Veneto                | 2020          | ZP: 916,087 LV: 347,832 | 61.5  | 33 / 51                      | 9   |
| Friuli-Venezia Giulia | 2018          | 147,340                 | 34.9  | 18 / 49                      | 15  |
| Emilia-Romagna        | 2020          | 690,864                 | 32.0  | 14 / 48                      | 5   |
| Liguria               | 2020          | 107,371                 | 17.1  | 6 / 30                       | 1   |
| Toszkána              | 2020          | 353,514                 | 21.8  | 9 / 41                       | 3   |
| Marche                | 2020          | 139,438                 | 22.4  | 8 / 31                       | 5   |
| Umbria                | 2019          | 154,413                 | 37.0  | 10 / 21                      | 8   |
| Lazio                 | 2018          | 252,772                 | 10.0  | 4 / 50                       | –   |
| Abruzzo               | 2019          | 165,008                 | 27.5  | 10 / 31                      | –   |
| Molise                | 2018          | 11,956                  | 8.2   | 2 / 21                       | –   |
| Campania              | 2020          | 133,152                 | 5.7   | 3 / 51                       | –   |
| Apulia                | 2020          | 160,507                 | 9.6   | 4 / 49                       | 4   |
| Basilicata            | 2019          | 55,393                  | 19.2  | 6 / 21                       | –   |
| Calabria              | 2020          | 95,400                  | 12.3  | 4 / 29                       | –   |
| Szardínia             | 2019          | 80,068                  | 11.36 | 8 / 60                       | –   |
| Szicília              | 2017          | 108,713                 | 5.7   | 1 / 70                       | –   |

### Polgármestereiek

#### Friuli Venezia-Giulia
- Udine: Pietro Fontanini

#### Liguria
- Genova: Marco Bucci (független)

#### Lombardia
- Vigevano : Andrea Sala
- Legnano : Gianbattista Fratus
- Gallarate : Andrea Cassani
- Cologno Monzese : Angelo Rocchi
- Cinisello Balsamo : Giacomo Ghilardi
- Lodi : Sara Casanova
- Cantù : Edgardo Arosio
- Saronno : Alessandro Fagioli
- Corsico : Filippo Errante

#### Piemont
- Novara : Alessandro Canelli
- Alessandria : Gianfranco Cuttica

#### Toszkána
- Cascina: Susanna Ceccardi
- Massa:  Francesco Persiani
- Pisa: Michele Conti

#### Umbria
- Terni: Leonardo Latini

#### Veneto
- Treviso : Mario Conte
- Rovigo: Massimo Bergamin
- Castelfranco Veneto : Stefano Marcon
- Villafranca di Verona : Mario Faccioli
- Montebelluna : Marzio Favero

## Kritikák

### Rasszizmus
A pártot gyakran vádolják rasszizmussal. Egyik esetben Matteo Salvini 2015-ben azt mondta, hogy ha én lennék a belügyminiszter helyében én lerombolnám a cigánytáborokat.
Ugyanebben az évben megvádolták Salvinit iszlámellenséggel, miután egy milánói mecset építése kapcsán az iszlámról kijelentette: „Az iszlám veszélyes, nem olyan vallás mint a többi és nem is úgy kell kezelni mint a többi vallást. Az Iszlám nevében milliók a világon készek arra, hogy levágjanak fejeket és öljenek”.

### Homofóbia
A párt mindig is ellenezte az azonos neműek házasságát és az azonos nemű párok gyermekvállalását is, emiatt is vádolják a pártot homofóbiával.
2000-ben a párt Velencében tartott találkozóján Umberto Bossi pártelnök azt állította, hogy „A háttérhatalmak hatalmukat Európában a kommunisták és a meleglobbi támogatásán keresztül próbálják növelni és azzal, hogy gyerekek örökbefogadását lehetővé tennék az azonos nemű pároknak. Nincs bajunk a homoszexuálisokkal, de hadd engedjek meg egy megjegyzést az új Addams Familyvel kapcsolatban. Baj van Európa! El a kezekkel a gyerektől, aberráltak!”
Később Bossi úgy érvelt, hogy „A nagyhatalmak támogatják a homoszexuális családokat. Nem tudnak gyermeket nemzeni, emiatt lerombolják a család értékét. És a baloldal, a vörös nácik, nem szeretik a hagyományos családokat. A bankárokkal és a nagyhatalmakkal szövetkeznek, utópiáról álmodoznak.” A következő hónapokban a párt aláírást gyűjtött az azonos nemű párok gyermekvállalásáról szóló európai tervezet ellen.
2006-ban Roberto Calderoli a Szenátus alelnöke azt állította, hogy „A meleg civilizáció jelenlétével Padania köcsögtanyává vált. Velük azt kockáztatjuk, hogy egy buzinemzetté válunk.” és „Ezek a buzik betegek.”
2013. november 15-én Matteo Salvini a párt későbbi elnöke kijelentette, hogy ellenzi az azonos nemű párok gyermekvállalását, annak okán, hogy Bolognában a bíróság egy meleg párnak ítélte meg egy gyermek felügyeleti jogát. Ezt úgy kommentálta, hogy „Abszurd egy kisgyermeket két melegre bízni. Tényleg úgy tűnik, hogy valaki le akarja zülleszteni a világot.” Aztán hozzátette, hogy „Házasság csak egy nő és egy férfi közt lehet, és gyermekek csak egy nő és egy férfi kapcsolatából születnek. Egy papán és mamán alapuló család nélkül a társadalomnak vége lenne.”
2016-ban a párt nemmel szavazott a Cirinná-törvény ellen, amit később elfogadtak és Olaszországban lehetővé vált azonos nemű pároknak a bejegyzett élettársi kapcsolat unione civile néven.

### Dél-olaszok
A párt tagjai gyakran tette sértő, bántó megjegyzéseket a dél-olaszokról. 2009-ben Matteo Salvini a pontidai gyűlésen úgy nyilatkozott a nápolyiakról, hogy „Nézd, micsoda bűz árad, még a kutyák is megszöknek, mert jönnek a nápolyiak.” Vito Comencini a Radio Padanaban azt mondta hogy „A WC papír használatát Délen, még mindig nem sikerült megtanulni.”
Luca Salvetti a párt ifjúsági tagozatának mantovai tagja azt mondta 2013-ban egy kongresszuson hogy: „Olvastam az Il Sole 24 ore újságban hogy a déli fiataloknak segíteni fognak megint. Már megint kibasznak velünk a Dél fiataljai. Menjenek a picsába a déli fiatalok! Délen lófaszt nem csinálnak reggeltől estig. És ráadásul Délen gyönyörű tájak vannak, a probléma az ott élő emberekkel van. Ők ilyenek, teljesen megszokták a »reggeltől estig tartó lófaszt tevés« kultuszát, miközben mi megszoktuk, hogy dolgozzunk reggeltől estig, addig ők kibasznak velünk.” 
2014-ben Salvini javaslatot tett, arra hogy a dél olasz régiókból érkező tanároknak ne adjanak munkát északon.